# Viciria tergina
Viciria tergina är en spindelart som beskrevs av Simon 1903. Viciria tergina ingår i släktet Viciria och familjen hoppspindlar. Inga underarter finns listade i Catalogue of Life.